# Pokoli lecke
Pokoli lecke (węg. Piekielna lekcja) – piąty album węgierskiej grupy rapowej Ganxsta Zolee és a Kartel, wydany w 2001 roku przez Private Moon Records na MC i CD. Album zajął pierwsze miejsce na liście Top 40 album- és válogatáslemez-lista i osiągnął status złotej płyty na Węgrzech.

## Lista utworów
1. "Bevonulás" (0:37)
2. "Döglégy For Prezident" (4:08)
3. "Az ember legjobb barátja" (3:50)
4. "Kartel Anthem X." (0:13)
5. "Egy psichopata naplója" (4:08)
6. "Gerilla funk" (3:47)
7. "Kartel Anthem XI." (0:31)
8. "Viva Mexico" (3:38)
9. "A popszakma rémei" (3:09)
10. "Mi vagyunk azok" (3:32)
11. "Vamos River" (2:31)
12. "Hímsoviniszta" (4:51)
13. "Steve II. (A halott mikrofon)" (2:31)
14. "Az öreg iskola" (5:20)
15. "Kőbánya blues II." (feat. Gyula Bill Deák, György Ferenczy, Egon Póka, Tibor Tátrai) (3:59)
16. "Trógerek" (3:42)
17. "Másnap (A kemény piások balladája)" (3:43)
18. "Kartel Anthem XII." (0:30)
19. "Sith" (5:16)
20. "Kifele menet" (1:28)